# Chiesa Ružica
La chiesa Ružica (in serbo Црква Ружица?, Crkva Ružica) è un luogo di culto serbo ortodosso con funzioni di parrocchia che si trova a Belgrado, capitale della Serbia.

## Ubicazione
L'edificio sorge nell'angolo nord orientale della fortezza di Belgrado, addossato esternamente a una parete del complesso difensivo della porta "Zindan", la più importante porta della città, costruita nel XV secolo e che nel XVIII secolo fu, probabilmente, utilizzata come prigione.

## Storia

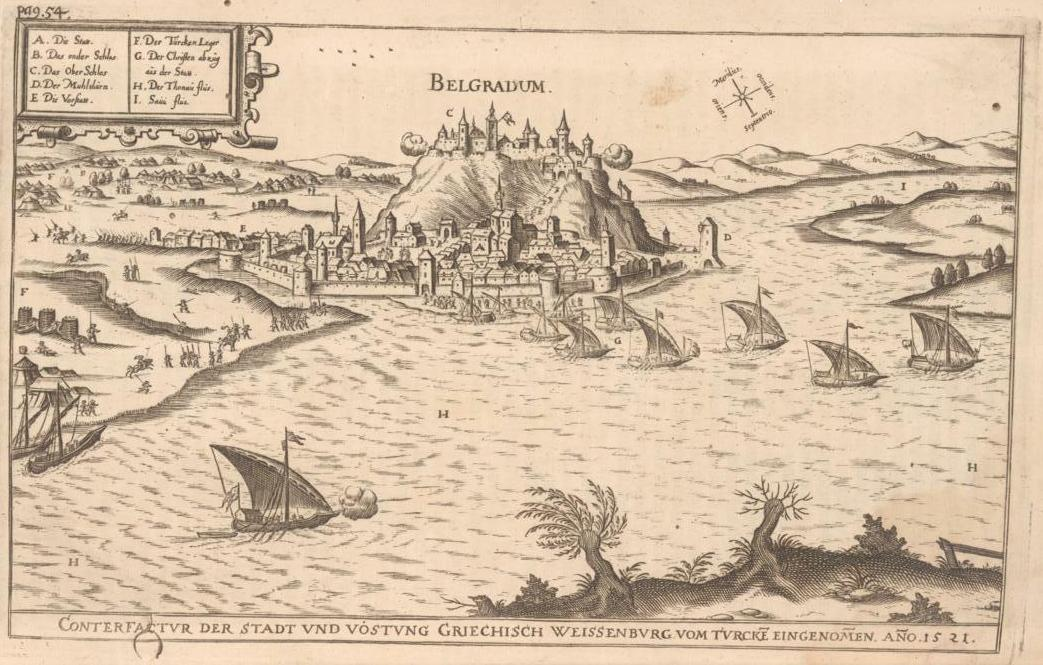
Belgrado nel 1521

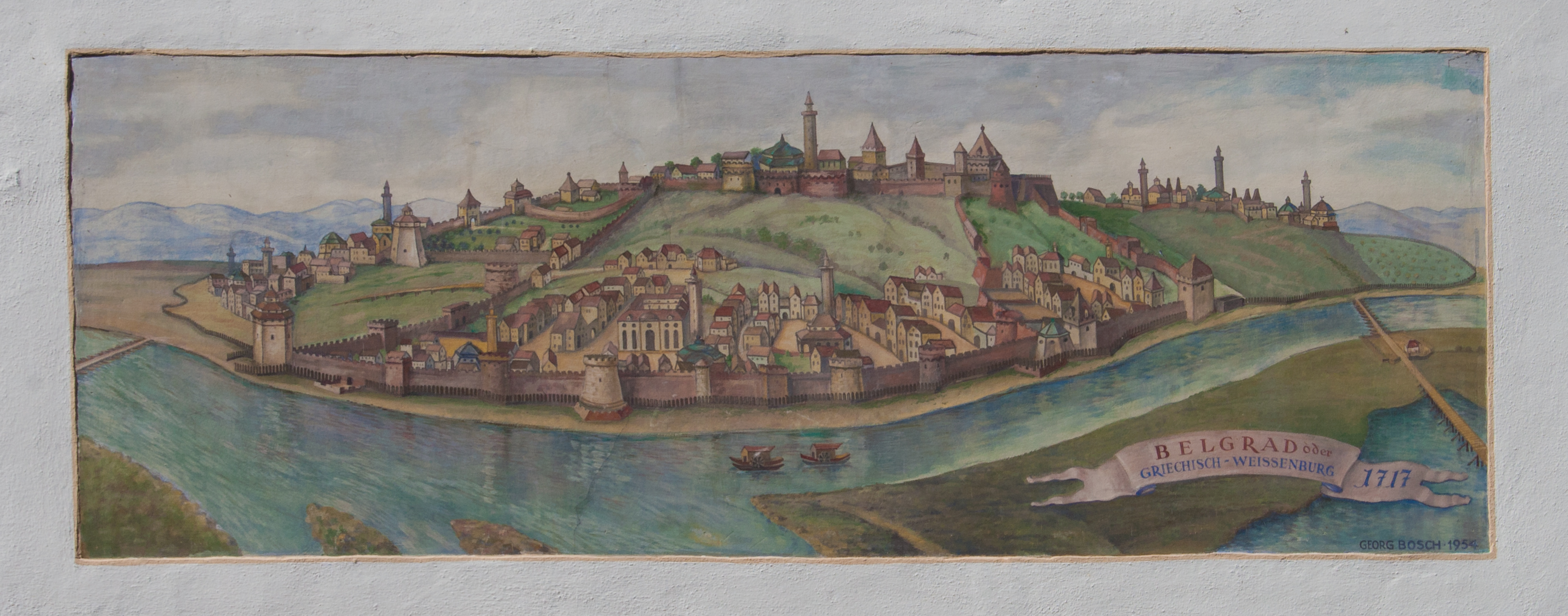
Belgrado nel 1717

### Le origini
Le fonti documentano la presenza di una chiesa situata nello stesso luogo di quella attuale ai tempi del despota Stefano Lazarević a cavallo tra i secoli XIV e XV quando Belgrado era un borgo fortificato che si sviluppava, dal lato nord della fortezza, verso fiume Danubio, discendendo lungo il fianco della rocca. Tra gli edifici menzionati dagli storici, c'era la chiesa dedicata all'Assunzione di Maria facente parte di un complesso monastico e che aveva funzioni di cattedrale metrolpolitana. La chiesa conteneva, oltre ad altre preziose opere d'arte e importanti reliquie, anche un'icona della Vergine, secondo la tradizione, dipinta da san Luca.
Nel 1521, Belgrado fu conquistata dai Turchi che distrussero gran parte degli edifici della città e, negli anni successivi, ne trasformarono l'assetto urbanistico secondo le necessità, il gusto e le esigenze di un insediamento ottomano. Anche la chiesa dell'Assunzione venne distrutta, o, secondo alcuni studiosi, solo parzialmente demolita e trasformata in moschea. Nel XVII e all'inizio del XVIII secolo, la struttura muraria che la conteneva era certamente adibita a magazzino militare. Nel 1717, l'Impero austro-ungarico strappò Belgrado ai Turchi: l'amministrazione asburgica iniziò una nuova trasformazione della città, demolendo gran parte delle costruzioni ottomane e sostituendole con nuovi edifici di gusto barocco. Anche la fortezza fu oggetto di grandi rimaneggiamenti che tendevano, in particolare, a rinforzare le strutture difensive. Nel 1737, l'esercito austriaco e quello turco si fronteggiarono a Grocka, nei pressi della città: l'Austria, sconfitta, dovette restituire all'Impero ottomano la quasi totalità dei territori conquistati, tra cui Belgrado; gran parte di quanto costruito, particolarmente le strutture della fortezza, fu demolito dagli austriaci prima della ritirata. I turchi, quindi, rimisero mano all'assetto architettonico del centro città con nuovi abbattimenti e nuove costruzioni.
All'inizio del XIX secolo, la popolazione serba insorse più volte contro gli ottomani: dopo la seconda grande rivolta, nel 1816 il sultano Mahmud II riconobbe una larga autonomia alla Serbia, e, sotto il regno di Abdul Aziz, nel 1867, vennero ritirati i contingenti militari turchi: l'ultimo partì il 24 aprile, dopo che il comandante della piazza di Belgrado ebbe consegnato al principe Mihailo III Obrenović le chiavi della città. Cinque giorni dopo, le autorità risposero positivamente alle richieste della popolazione di ricostruire la chiesa in onore della Vergine Maria sulla fortezza. I lavori si protrassero per due anni e, nel 1869, la sua costruzione fu terminata: la chiesa venne utilizzata come cappella militare. Fu nominata Ružica in ossequio all'antica tradizione che ne voleva la primitiva edificazione ad opera di una di tre pie sorelle, Ružica, Marica e Cveta, ciascuna delle quali avrebbe creato una chiesetta in quella zona.

### Abbattimenti e ricostruzioni

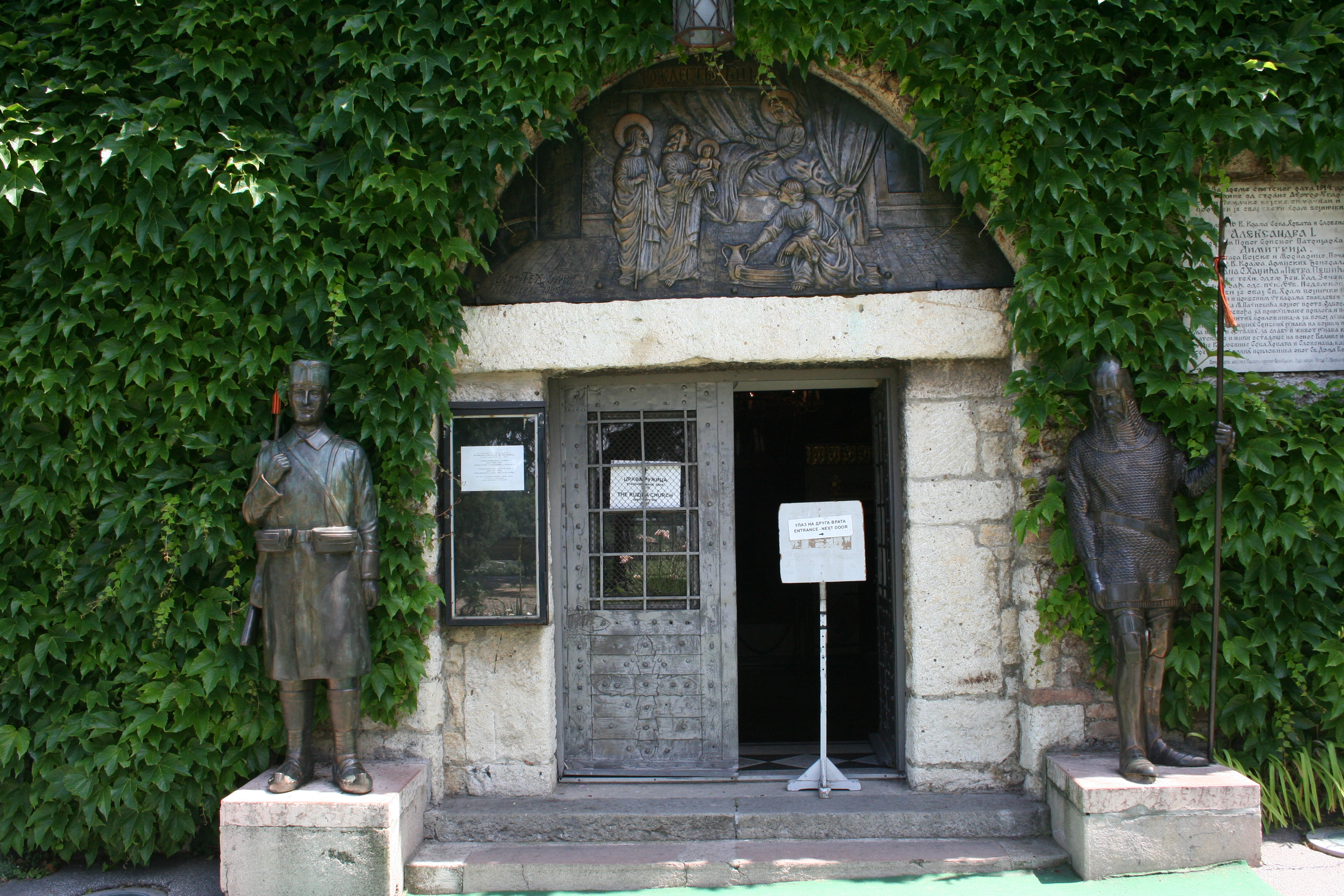
L'ingresso

Durante la prima guerra mondiale, Belgrado fu bombardata e, il 15 ottobre 1915, un ordigno cadde sulla chiesa danneggiandola gravemente. Solo nel 1924, però, furono iniziati i lavori per il suo restauro: la ricostruzione delle parti danneggiate, soprattutto l'abside e il campanile, durò un anno, e l'11 ottobre 1915 fu nuovamente riaperta al culto. A sottolineare il suo carattere di chiesa militare e per darle una connotazione commemorativa delle lotte dei Serbi per l'indipendenza, dopo il restauro, il portale d'accesso fu decorato con due statue a grandezza naturale, ricavate dalla fusione di munizioni di artiglieria, che rappresentano un soldato dell'esercito dello zar medievale Stefano Dušan e un fante dell'armata serba durante le guerre balcaniche.
Nel 1937 la chiesa ricevette il rango di parrocchia e furono costruiti gli edifici della canonica; vennero rinnovate le canalizzazioni della sorgente che sgorga al di sotto della costruzione e furono erette due altre cappelle: quella dedicata a Santa Petka e una terza distrutta durante i bombardamenti nazisti della città nel 1944. Dopo la guerra, la chiesa Ružica fu restaurata in fasi successive, e il 31 maggio 1965 venne dichiarata dallo stato monumento protetto.

## L'edificio
La chiesa ha una pianta rettangolare e si presenta a navata unica, sormontata da una volta a botte a sesto acuto lunettata in corrispondenza delle finestre sui lati nord e sud.

### Esterno

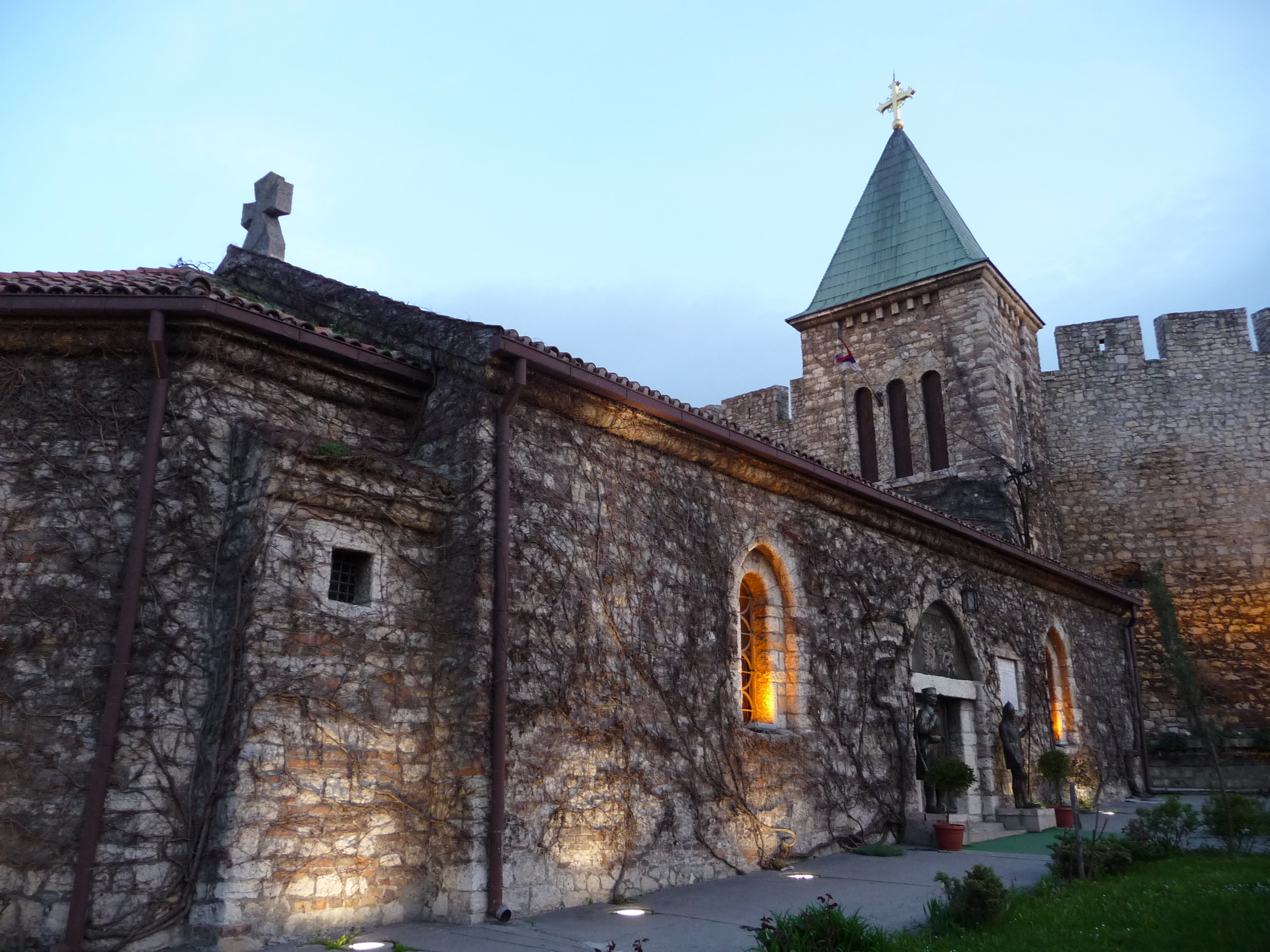
L'esterno

L'esterno è in pietra e mattoni con tetto ricoperto da tegole. Sul lato ovest si innalza il campanile sormontato da un tetto spiovente ricoperto di lastre di rame; la parete occidentale della torre è addossata ad uno dei bastioni della fortezza.
Sul lato meridionale, l'ingresso è rappresentato da una bassa porta lignea a doppio battente, sormontata da una lunetta contenente un bassorilievo che rappresenta una scena della vita della Vergine Maria, e fiancheggiata da due statue commemorative di soldati serbi.
A destra della porta è stata posta una targa che ricorda la ricostruzione della chiesa, voluta da re Alessandro I dopo i saccheggi e i danneggiamenti subiti dal tempio ad opera degli eserciti germanico e austriaco nella prima guerra mondiale. A destra e a sinistra della porta, si aprono due finestre monofore a tutto sesto inserite in una cornice arcuata a sesto acuto in pietra chiara. L'abside è poligonale con finestre uguali a quelle della facciata meridionale sui lati obliqui, mentre sulla parete orientale è posto un bassorilievo in rame raffigurante una Madonna col Bambino. L'intera superficie esterna della chiesa è ricoperta di edera.

### Interno

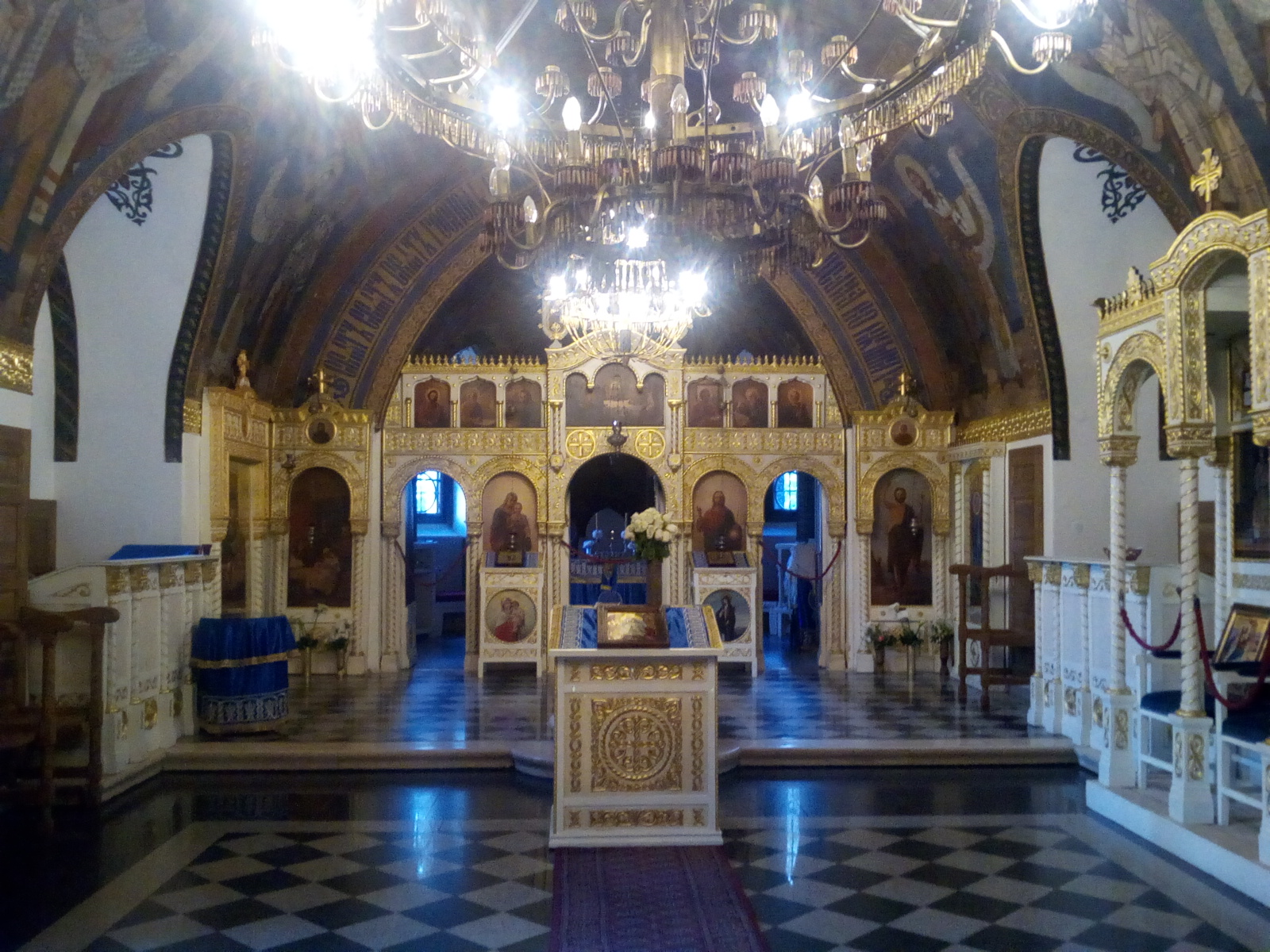
L'interno

La chiesa si presenta a navata unica con pianta rettangolare. La pavimentazione è in quadrati di marmo bianco e nero posizionati a scacchiera. Le pareti laterali sono intonacate di bianco e vi sono state addossate panche lignee per far sedere i fedeli. La volta è completamente affrescata: la decorazione presenta un registro inferiore su ciascun lato ed uno superiore che comprende l'intero culmine della volta; le diverse scene raffigurate sono contornate da cornici decorate in oro decorate a motivi floreali. L'opera fu realizzata dal pittore russo Andrej Bicenko. La navata è separata dal presbiterio attraverso l'iconostasi lignea opera del carpentiere Kosta Todorović, dipinta di bianco e finemente istoriata con motivi ad intreccio dorati ed inserti di rosoni in ottone, ad imitazione delle iconostasi tipiche delle chiese morave in marmo bianco con rilievi dorati. Le icone dell'iconostasi sono dipinte ad olio su tavole di legno, realizzate tra il 1925 e il 1926, dal sacerdote Rafailo Momčilović su bozzetti del vescovo Irinej Đurić. Appesi alla volta ci sono due grandi lampadari in ottone, realizzati fondendo pezzi di artiglieria del primo conflitto mondiale.

## Cappella di Santa Petka
A nord della chiesa Ružica, lungo il fianco della collina che scende verso il Danubio, sorge la chiesetta di Santa Petka, come cappella annessa della parrocchia e meta di pellegrinaggi ed eventi religiosi.

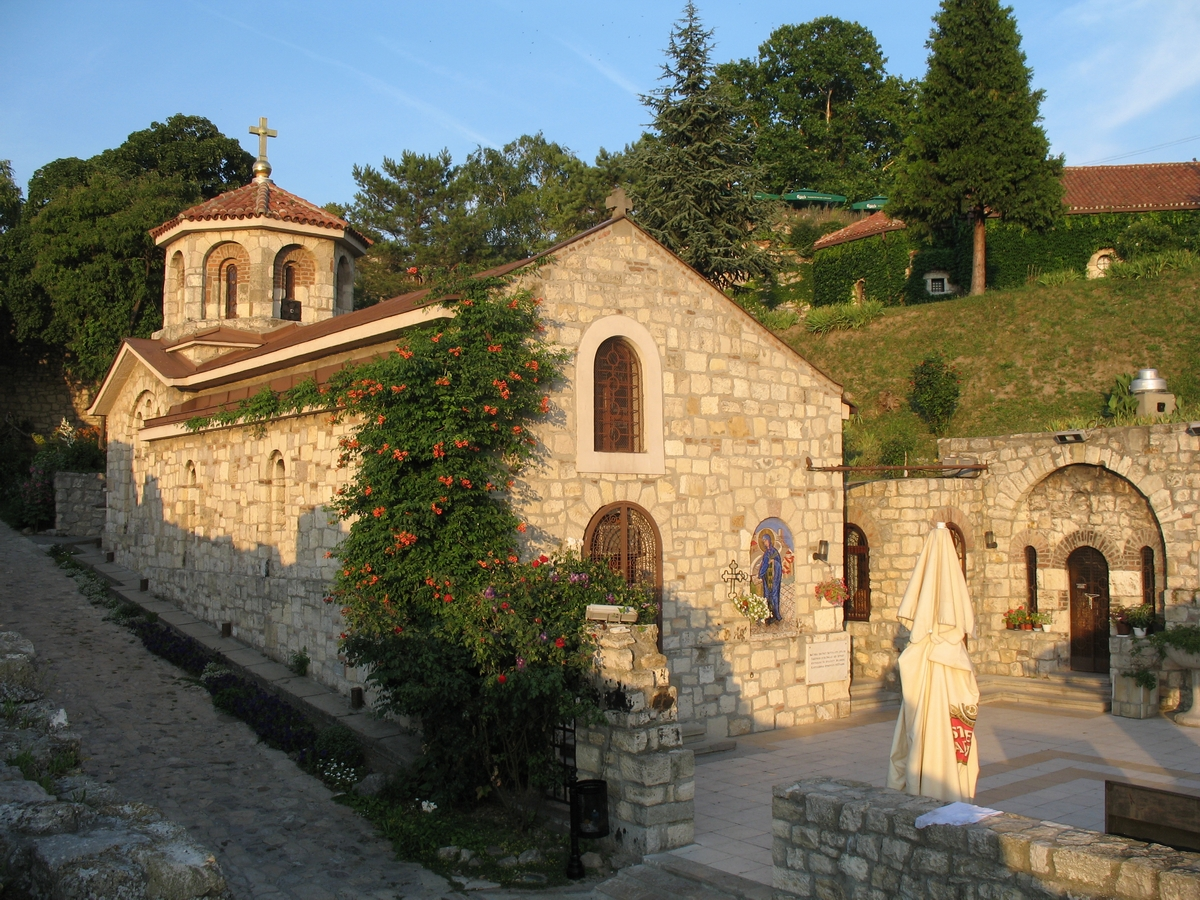
La cappella di Santa Petka

### La storia
Nell'anno 1396, Milica, la moglie del principe Lazar Hrebeljanović prese in consegna le spoglie della veneratissima santa Parascheva (in serbo Petka?) e le tumulò in un'area della città di Belgrado dove sgorgava una sorgente considerata miracolosa e dove un generale dell'esercito aveva costruito una piccola cappella. Dopo la conquista turca del 1521, il corpo fu trasferito a Costantinopoli, la cappella cadde in disuso e se ne persero le tracce: probabilmente in parte demolita dai Turchi per essere inglobata nella costruzione di una moschea, fu definitivamente rasa al suolo nel 1737 dagli Austriaci in ritirata. Nel 1937, su iniziativa del patriarca Varnava, venne edificata, nei pressi della primitiva struttura, una nuova cappella: durante gli scavi delle fondazioni, fu ritrovata una sepoltura di soldati serbi morti nel primo conflitto mondiale, i cui resti sono stati traslati poco distanti, sotto la torre di Jaksić.

### L'edificio

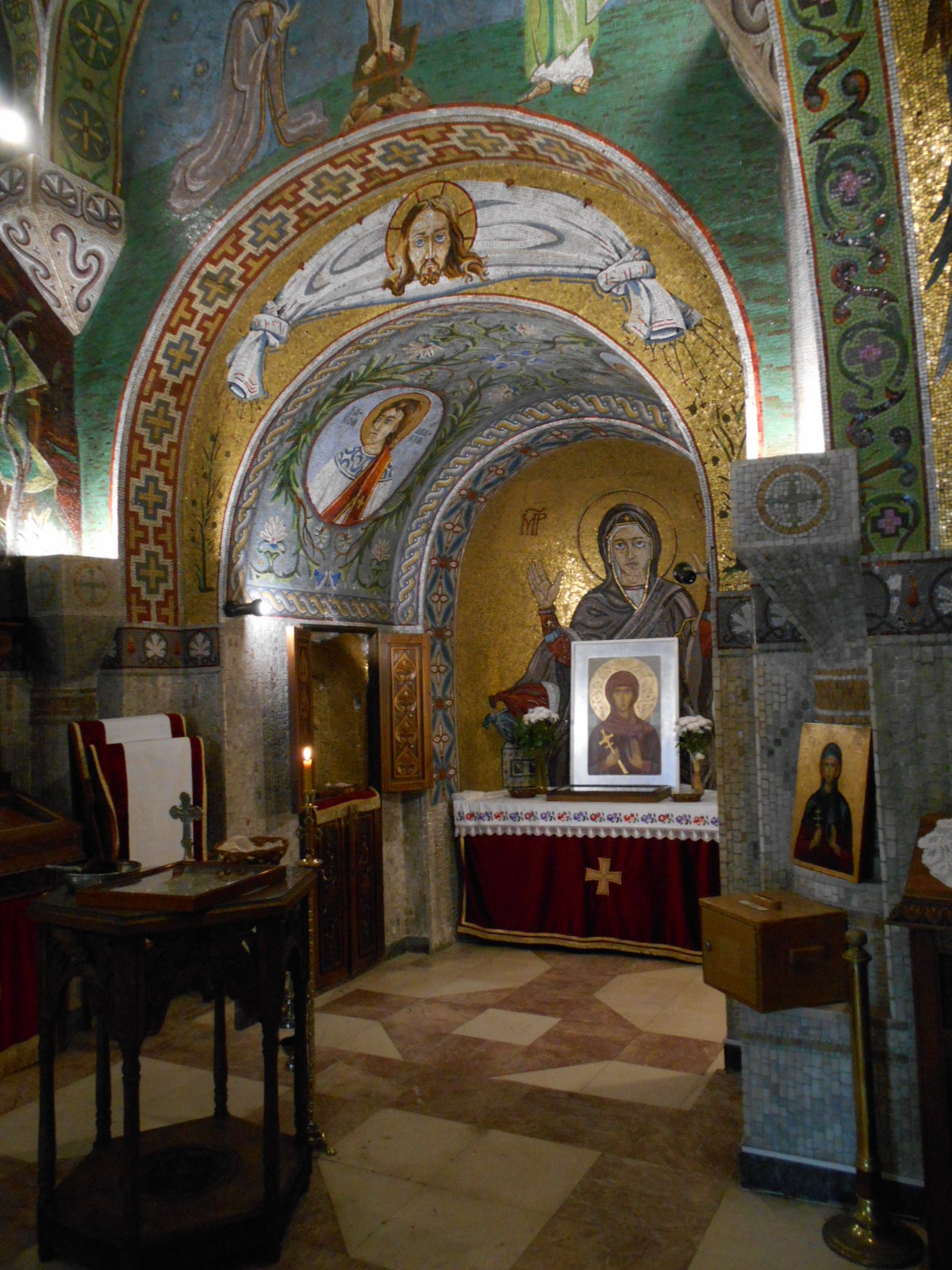
L'abside

La cappella ha una pianta rettangolare: rivestita esternamente in di pietra, all'interno è divisa in tre navate separate da basse colonne marmoree sormontate da archi. La navatella di sinistra risulta più stretta di quella di destra, e ospita panche per i fedeli e piccoli altari in legno che sorreggono alcune icone. La navatella di destra contiene un moderno lavello dal quale viene attinta l'acqua ritenuta miracolosa. La navata centrale è ricoperta da una volta a botte, termina in un'abside e non presenta iconostasi.
Nella parte orientale della volta, prima dell'abside, si apre una cupola tonda all'interno e ottagonale all'esterno, traforata da finestre monofore. L'unica altra fonte di luce è rappresentata da una piccola finestra posta al di sopra della porta d'ingresso, sulla parete occidentale.
Tutto l'interno della cappella è ricoperto da mosaici, realizzati tra il 1980 e il 1983 dal pittore Đuro Radulović. Gli intradossi degli archi sono decorati con motivi floreali, mentre sulle pareti e sulle volte sono rappresentate scene evangeliche, come la Trasfigurazione e la Risurrezione, i benefattori della chiesa serba come il principe Lazar e la moglie Milica, o i santi protettori di Belgrado, Sava e Simeone. L'abside è occupata dall'immagine della Vergine Maria, sormontata dalla raffigurazione del velo della Veronica e ancora più in alto, sulla sommità della parete orientale dalla Crocifissione.
I pennacchi della cupola presentano le immagini dei quattro Evangelisti, tra le finestre della cupola sono dipinti diversi santi, mentre la calotta è occupata dalla figura del Cristo Pantocratore.
Sulla parete meridionale, accanto all'abside, recentemente è stato costruito un fonte battesimale, anch'esso rivestito con decorazioni musive, scavato nella roccia sotto la scalinata che unisce la cappella alla chiesa Ružica, e più basso rispetto al piano della cappella.